# Agostino La Lomia
(Barone Agostino La Lomia)
Barone Agostino Fausto La Lomia (Canicattì, 30 gennaio 1905 – Gravina di Catania, 20 gennaio 1978) è stato uno scrittore italiano.
Suo zio è stato il venerabile padre Gioacchino La Lomia.

## Biografia
Ultimo rampollo di una nobile famiglia siciliana, è stato signore di Giantonnina, barone di Renda, Carbuscia e Torrazze, abate laico della Legazia sicula, vicepresidente del Banco di Credito siciliano e commendatore dell'Ordine della Corona d'Italia.
Divenne famoso oltre che per i suoi racconti, scritti nei minimi particolari, anche come ideatore di scherzi che amava mostrare durante le sue esibizioni in giro per le piazze, attirando su di sé l'attenzione della gente. Molti di questi erano elogi funebri a cose e animali e, nomine alquanto bizzarre.
Proclamò l'isola di Capo La Croce capitale del Regno di Sicilia e proclamò una nuova Costituzione. La sua visione di Parlamento aveva tre diramazioni: ramo feudale formato da 56 baroni, ramo demaniale formato dai 42 sindaci delle città a cui Federico II di Svevia diede tale nome e, infine, ramo ecclesiastico formato da ministri capaci ma cacciati in modo brusco dal loro incarico, quali: Vittorio Cini, Dino Grandi e Luigi Preti.  Facendo ciò seppe cautelarsi divenendo membro dell'Accademia del Parnaso per apparire agli occhi della gente come un uomo di cultura. In seguito la sua vita fu segnata dalla perdita di un suo palazzo sito in piazza Politeama a Palermo. Questo fu l'inizio di un periodo difficile per il barone che dovette affrontare una grave crisi finanziaria. Tuttavia egli non se ne preoccupò minimamente anzi ne approfittò per ritirarsi a Canicattì, la sua città natale, e lì visse in solitudine gli ultimi anni della sua vita.
Il 22 ottobre 1967, nel cimitero di Canicattì, si autocelebrò un finto funerale e inaugurò la sua tomba bevendo vino e mangiando pane e mandorle e disse i suoi ultimi desideri: i suoi funerali dovevano essere organizzati da 16 becchini di fama internazionale i quali a loro volta dovevano essere accompagnati da un notaio che avesse la mano curva, da un ingegnere con un piccone e da un politico con una forchetta. Il funerale poi doveva essere allietato dalla banda di Acireale e alla presenza di camerieri che distribuivano vassoi di gelati ai partecipanti. La realtà invece fu assai diversa e triste.
Il barone è morto il 20 gennaio 1978 a  Gravina di Catania, dove era ricoverato nella casa di riposo "Villa Serena" a seguito di una caduta. Il suo "vero" funerale si svolse alle tre di pomeriggio, nella Chiesa di san Domenico di Canicattì, alla presenza di una cinquantina di carrozze e pochissime persone.